# Джилонг (футбольний клуб)
«Джилонґ» — професійний футбольний клуб, що базується в місті Джилонг, та змагається в Австралійській футбольній лізі (АФЛ). Клуб дев'ять разів ставав чемпіоном АФЛ.
Клуб було створено в 1859 році,  і він є одним з найстаріших футбольних клубів світу,  та одним з двох найстаріших футбольних клубів країни, поступаючись лише футбольному  клубу Мельбурн.

## Посилання

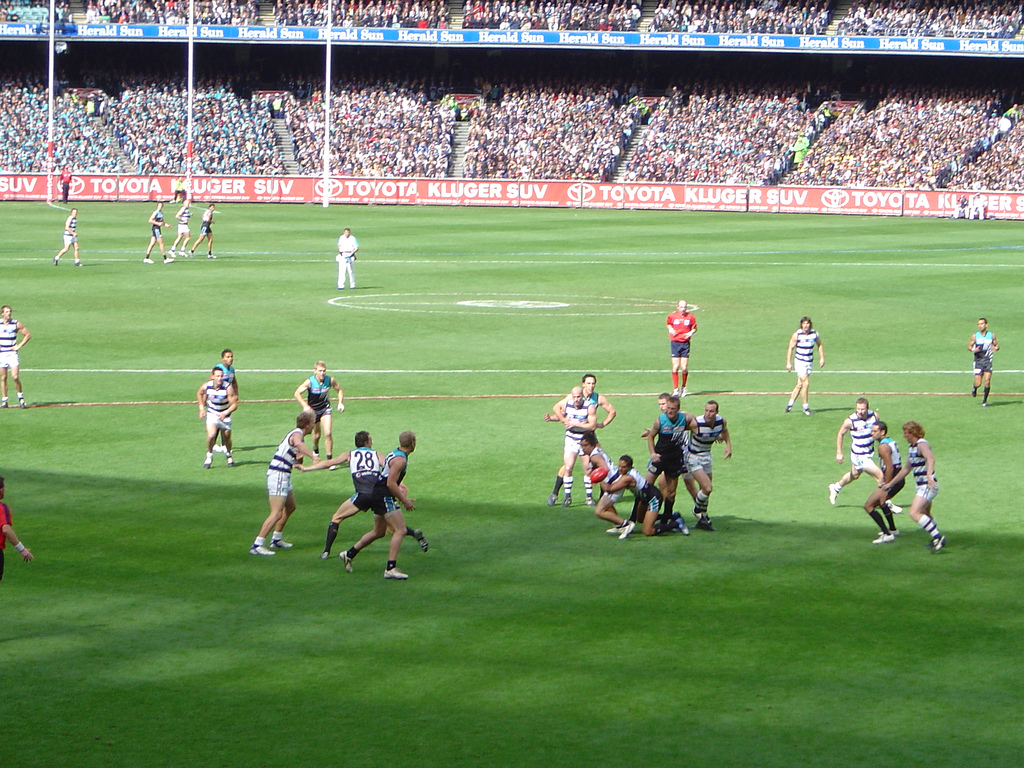
Гранд-фінал 2007 року. Джилонґ проти команди Порт Аделаїда